# Južni amami-oshima jezik
Južni amami-oshima (ISO 639-3: ams; južni amami-osima) jezik rjukjuanske skupine japanske jezične porodice kojim govori oko 1 800 ljudi (2004.) na sjeveru Okinawe, jugu otoka Amami-oshima, Kakeroma, Yoro i Uke.
Pripada sjevernoj amami-okinavskoj podskupini. Govore ga poglavito osobe preko 50 godina; mlađi ga razumiju, ali se služe u većini slučajeva japanskim [jpn].

## Vanjske poveznice
- Ethnologue (14th)
- Ethnologue (15th)